# Влоцлавек
Влоцла̀век (на полски: Włocławek; на немски: Leslau; на латински: Vladislavia) е град в Централна Полша, Куявско-Поморско войводство. Административен център е на Влоцлавешки окръг и Влоцлавешка община без да е част от тях. Самият град е обособен в отделен окръг (повят) с площ 84,32 км2. Център е и на Влоцлавешката епископия на Римокатолическата църква.

## География
Градът се намира в югоизточната част на войводство. Разположен е на десния бряг на река Висла.

## История
Влоцлавек е историческа столица на Куявия.

## Население
Населението на града възлиза на 116 345 души (2012 г.). Гъстотата е 1380 души/км2.

### Демография
- 1800 – 2300 души
- 1852 – 5200 души
- 1897 – 22 900 души
- 1938 – 66 600 души
- 1946 – 48 100 души
- 1955 – 59 500 души
- 1965 – 68 300 души
- 1975 – 90 600 души
- 1985 – 116 700 души
- 1995 – 123 100 души
- 2008 – 118 042 души

## Фотогалерия
- Площад „Волношчи“
- Духовна семинария